# اسحاق ابرونئیل
اسحاق بن یهودا اَبرَونْیل یا اسحاق ابرونییل (به عبری: יצחק אברבנאל) (زادهٔ ۱۴۳۷ در لیسبون – درگذشتهٔ ۱۵۰۸ میلادی در ونیز) بازرگان، سیاستمدار، فیلسوف، مفسر تورات و تنخ یهودی و دین‌شناس مشهور بود.

## زندگی‌نامه
اسحاق ابرونیل در لیسبون، پرتغال و در یکی از سرشناس‌ترین و کهن‌ترین خانواده‌های یهودی این شهر، خانواده ابرونییل، زاده شد. خانواده او در سال ۱۳۹۱ از آزار و اذیت یهودیان در کاستیل گریخته بودند و نسبشان به نسل بازارگانان و درباریان می‌رسید. اسحاق در ابتدا آموزش‌های نخستین یهودی و نیز تعالیم منطقی و اساسی را در محضر یکی از خاخامهای معتبر لیسبون به نام یوسف بن سلیمان (یوسف بن شلومو بن یحیی) - شاعر، نقاش، دین‌شناس و بازسازی‌کننده بنای کنیسه کالاتاید از نسل الدایودی و نواده حزقیا گایون- گذرانید. او از کودکی استعداد خاصی در فراگرفتن تورات، تنخ یهودی، میشنا و دیگر ادبیات خاخامی داشت. او چندین سال را نیز به مطالعه فلسفه یهودی اختصاص داد، به نحوی که در آن سرآمد شد. گفته‌اند که اسحاق ابرونییل یوسف بن شم طوو را استاد خود می‌دانست. 

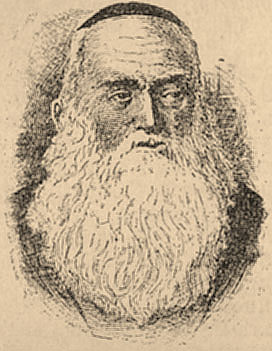
اسحاق ابرونئیل

او در بیست‌سالگی کتابی مشهور در طبایع نگاشت و چند فصل از آن را نیز به مسایل مذهبی مربوط به نبوت و پرسش و پاسخ‌ها اختصاص داد. در کنار توجه به علوم، او استعداد خاصی در مسایل اقتصادی و خزانه‌داری داشت و به همین دلیل پادشاه آلفونسوی پنجم پرتغال او را به خزانه‌داری دربارش گماشت. به احتمال قوی او این منصب را از پدرش یهودا ابرونییل به ارث برد و صاحب کسب و کاری پررونق شد. اما پس از این که توسط ژوایو دوم، که در سال ۱۴۸۱ میلادی به قدرت رسید، متهم به خیانت گشت، دو سال بعد گریخت و به خدمت فردیناند و ایزابل پادشاه و ملکه کاستیل درآمد.  
در سال ۱۴۹۲ ابرونییل به دنبال ابطال حکم اخراج یهودیان از اسپانیا بود، اما موفق نشد. سپس او از راه دریا به ناپل سفر کرد و در آنجا نقشی مشابه به آنچه در کاستیل در دربار فردیناند اول، پادشاه کاستیل، داشت برعهده گرفت. او که تا سال ۱۴۹۵ میلادی در دربار ماند، در سال ۱۵۰۳ در ونیز مشغول به زندگی شد و در آنجا در گفتگوهای سیاسی میان مجلس سنای ایتالیا و پرتغال شرکت داشت.
او در ونیز مُرد و در پادوا به خاک سپرده شد. آرامگاه او در کار آرامگاه خاخام یهودا مینز، خاخام پادوا است.

## آثار
آثار او شامل متون مختلفی می‌شود که بیشتر آن‌ها در قرن شانزدهم به چاپ رسید:
- تفسیری بر اسفار پنج‌گانه (تنخ)، پیامبران اولیه (یوشع، کتاب داوران، سموییل، پادشاهان)، و پیامبران بعدی (اشعیا، ارمیا، حزقیال) و دوازده پیامبران کوچک.
- شرح‌هایی بر هاگادا.
- کتاب دعای مخصوص عید فصح.
- پیرقه اووت (پندهای پدران: سخن‌های بزرگان دین)
- تحقیقی در رستگاری و نجات مسیحایی
- شرحی بر کتاب دلاله‌الحایرین موسی بن میمون
- تاج قدما (دربارهٔ اصل نبوت و مشیت الهی) اسحاق ابرونییل دربارهٔ اصل نبوت اعتقاد دارد که خدا از میان انسان‌ها هر که را که بخواهد به مقام نبوت برمی‌گزیند و او را پیامبر خویش قرار می‌دهد، البته مادامی که آن فرد قلب خالص و پرهیزکار داشته باشد. او در این میان، نبوت را انحصاری ندانسته‌است.
- آسمان‌های جدید (در مورد آفرینش جهان)
- کارهای خدا (در مورد رازهای آفرینش)
- اصول دین (در مورد پایه‌های دین یهود) اسحاق در این کتاب به حمایت از اصول سیزده‌گانه ابن میمون می‌پردازد. او در بیست و دو فصل اول کتابش به دفاع از نظریه ابن میمون در مورد عقاید سیزده‌گانه پرداخته، اما سرانجام در فصول آخر کتاب بیان می‌کند که از آنجایی که شریعت موسی ویژگی فراطبیعی دارد، در حقیقت هیچ اصلی نمی‌تواند بر اصل دیگر برتری داشته باشد. از نظر ابرونییل، هرآنچه در تورات آمده ارزش یکسانی دارد و باید توسط مؤمنان پذیرفته شود.
- تحقیقی در صورت عناصر
- تحقیقی در عدل الهی
- دفاعیات: این دفاعیات سه جلدی در دفاع از هم‌کیشانش که از اسپانیا اخراج می‌شدند، نوشته‌شد.
- تحقیقی در تاریخ طبیعی: در این کتاب ابرونییل بیان می‌دارد که پادشاه باید به مردمش خدمت کند. نسبت پادشاه به مردم همچون نسبت قلب به بدن است. او بر خلاف کسانی که می‌گفتند تنها حکومت سلطنتی می‌تواند شرایط عملکرد مناسب جامعه را فراهم آورد، اظهار می‌دارد که یک ملت می‌تواند با دیگر انواع دیگر حکومت‌ها نیز پابرجا بماند. اسحاق ابرونییل بهترین نوع حکومت را حکومت یک گروه نخبگان و خبرگان یهودی می‌داند که در تصمیم‌هایشان با اراده خدا هدایت می‌شوند. او اعلام کرد که مسیح یک پادشاه نخواهد بود، بلکه یک پیشوا و یک پیامبر است. به خاطر همین نظرات سیاسی بی‌پروا است که عده‌ای او را از پیشتازان رنسانس در تفکر سیاسی دانسته‌اند.